# Ixodes myotomys
Ixodes myotomys este o specie de căpușe din genul Ixodes, familia Ixodidae, descrisă de Clifford și Harry Hoogstraal în anul 1970. Conform Catalogue of Life specia Ixodes myotomys nu are subspecii cunoscute.